# Рисаральда (Кальдас)
Рисаральда (исп. Risaralda) — город и муниципалитет в центральной части Колумбии, на территории департамента Кальдас. Входит в состав Нижне-Западного субрегиона.

## История
Поселение, из которого позднее вырос город, было основано в 1908 году на территории муниципалитета Ансерма. Муниципалитет Рисаральда был выделен в отдельную административную единицу 1 апреля 1916 года.

## Географическое положение

Муниципалитет Рисаральда

Город расположен в юго-западной части департамента, в пределах горной местности Центральной Кордильеры, к западу от реки Кауки, на расстоянии приблизительно 28 километров к северо-западу от города Манисалес, административного центра департамента. Абсолютная высота — 1728 метров над уровнем моря.
Муниципалитет Рисаральда граничит на севере с территорией муниципалитета Ансерма, на востоке — с муниципалитетом Палестина, на юго-востоке — с муниципалитетом Чинчина, на юге — с муниципалитетом Белалькасар, на юго-западе — с муниципалитетом Сан-Хосе, на западе — с муниципалитетом Витербо, на северо-западе — с территорией департамента Рисаральда. Площадь муниципалитета составляет 172 км².

## Население
По данным Национального административного департамента статистики Колумбии, совокупная численность населения города и муниципалитета в 2024 году составляла 11 333 человека.
Динамика численности населения муниципалитета по годам:
| 2005   | 2010   | 2015 | 2020   | 2021   | 2022   | 2023   | 2024   |
| ------ | ------ | ---- | ------ | ------ | ------ | ------ | ------ |
| 10 679 | 10 128 | 9583 | 11 057 | 11 146 | 11 201 | 11 267 | 11 333 |